# Lijst van voetbalinterlands Maleisië - Palestina
Deze lijst van voetbalinterlands is een overzicht van alle officiële voetbalinterlands tussen de nationale teams van Maleisië en Palestina. De landen hebben tot nu toe vier keer tegen elkaar gespeeld. De eerste ontmoeting, een kwalificatiewedstrijd voor het Wereldkampioenschap voetbal 2002, werd gespeeld op 11 maart 2001 in Hongkong. Het laatste duel, een kwalificatiewedstrijd voor het Wereldkampioenschap voetbal 2018, vond plaats op 12 november 2015 in Amman (Jordanië).

## Wedstrijden
| № | Plaats       | Datum            | Competitie           | Wedstrijd            | Uitslag |
| - | ------------ | ---------------- | -------------------- | -------------------- | ------- |
| 1 | Hongkong     | 11 maart 2001    | WK 2002 kwalificatie | Palestina − Maleisië | 1 − 0   |
| 2 | Doha         | 25 maart 2001    | WK 2002 kwalificatie | Maleisië − Palestina | 4 − 3   |
| 3 | Kuala Lumpur | 16 juni 2015     | WK 2018 kwalificatie | Maleisië − Palestina | 0 − 6   |
| 4 | Amman        | 12 november 2015 | WK 2018 kwalificatie | Palestina − Maleisië | 6 − 0   |

## Samenvatting
| Competitie      | Totaal gespeeld | Winst Maleisië | Gelijk | Winst Palestina | Doelsaldo Maleisië – Palestina |
| --------------- | --------------- | -------------- | ------ | --------------- | ------------------------------ |
| WK-kwalificatie | 4               | 1              | 0      | 3               | 4 − 16                         |
| Totaal          | 4               | 1              | 0      | 3               | 4 − 16                         |

## Details

### Vierde ontmoeting
| WK 2018 kwalificatie (scheidsrechter Kim Sang-woo, Kuala Lumpur, 16 juni 2015): |              | |
| Maleisië | 0 – 6        | Palestina |
| | goals        | 9' Mus'ab Al Batat 22' Samah Maraaba 41' Tamer Seyam 62' Khader Yousef 74' Samah Maraaba 87' Tamer Seyam                                                              |
| Dollah Salleh | bondscoach   | Abdel Nasser Barakat |
| Mohd Farizal Mohd Muslim Ahmad Mohd Fadhli Shas Kunalan Subramaniam 18' Mohammad Azmi Mohd Safiq Rahim Ahmad Syamim Yahya 70' Mohamad Nasir Basharudin Ahmad Hazwan Bakri 59' Mohd Afiq Azmi Mohd Amri Yahyah | opstellingen | Toufic Ali Ahmed Harbi 18' Tamer Salah Mus'ab Al Batat Abdullah Jaber 55' Pablo Tamburrini Mohammad Darwish Tamer Seyam Samah Maraaba 82' Mahmoud Dhadha Matías Jadue |
| Mahalli Jasuli 18' Safee Sali 59' Indra Putra Mahayuddin 70' | wissels      | 18' Mohammed Abukhamis 55' Khader Yousef 82' Ahmad Maher |
| Mohamad Nasir Basharudin 38' Mohd Safiq Rahim 68' Safee Sali 72' | gele kaarten | 34' Matías Jadue |

FAM · 
A-internationals · 
Maleisisch vrouwenelftal
Afghanistan ·
Algerije ·
Australië ·
Bahrein ·
Bangladesh ·
Bhutan ·
Bosnië en Herzegovina ·
Brazilië ·
Brunei ·
Cambodja ·
Canada ·
China ·
Engeland ·
Fiji ·
Filipijnen ·
Finland ·
Ghana ·
Hongkong ·
India ·
Indonesië ·
Irak ·
Iran ·
Israël ·
Jamaica ·
Japan ·
Jemen ·
Jordanië ·
Kenia ·
Kirgizië ·
Koeweit ·
Laos ·
Lesotho ·
Libanon ·
Liberia ·
Libië ·
Liechtenstein ·
Macau ·
Malediven ·
Marokko ·
Mongolië ·
Myanmar ·
Nepal ·
Nieuw-Zeeland ·
Noord-Korea ·
Oezbekistan ·
Oman ·
Oost-Timor ·
Pakistan ·
Palestina ·
Papoea-Nieuw-Guinea ·
Qatar ·
Saoedi-Arabië ·
Salomonseilanden ·
Senegal ·
Singapore ·
Sri Lanka ·
Syrië ·
Tadzjikistan ·
Taiwan ·
Thailand ·
Turkije ·
Turkmenistan ·
Uruguay ·
Verenigde Arabische Emiraten ·
Vietnam ·
Zuid-Korea ·
Zuid-Vietnam ·
Zweden
PFF · 
Bondscoaches · 
A-internationals · 
Palestijns vrouwenelftal
1953 – 1959 ·
1960 – 1969 ·
1970 – 1979 ·
1980 – 1989 ·
1990 – 1999 ·
2000 – 2009 ·
2010 – 2019 ·
2020 − 2029
Afghanistan ·
Australië ·
Azerbeidzjan ·
Bahrein ·
Bangladesh ·
Bhutan ·
Burundi ·
Cambodja ·
Chili · 
China ·
Comoren ·
Egypte ·
Filipijnen ·
Griekenland ·
Guam ·
Hongkong ·
India ·
Indonesië ·
Irak ·
Iran ·
Japan ·
Jemen ·
Jordanië ·
Kazachstan ·
Kirgizië ·
Koeweit ·
Libanon ·
Libië ·
Malediven ·
Maleisië ·
Marokko ·
Mauritanië ·
Mongolië ·
Myanmar ·
Nepal ·
Noord-Korea ·
Oezbekistan ·
Oman ·
Oost-Timor ·
Pakistan ·
Qatar ·
Saoedi-Arabië ·
Seychellen ·
Singapore ·
Soedan ·
Sri Lanka ·
Syrië ·
Tadzjikistan ·
Taiwan ·
Tanzania ·
Thailand · 
Turkmenistan ·
Verenigde Arabische Emiraten ·
Vietnam ·
Zuid-Korea